# Blakistonia tariae
Espèce
Blakistonia tariae est une espèce d'araignées mygalomorphes de la famille des Idiopidae.

## Distribution
Cette espèce est endémique d'Australie-Occidentale. Elle se rencontre vers Coolinup et Durokoppin.

## Description
Le mâle holotype mesure 6,7 mm.

## Étymologie
Cette espèce est nommée en l'honneur de Tari Pawlyk.

## Publication originale
- Harrison, Rix, Harvey & Austin, 2018 : Systematics of the Australian spiny trapdoor spiders of the genus Blakistonia Hogg (Araneae: Idiopidae). Zootaxa, no 4518(1), p. 1-76.